# Cantone di Versailles-2
Il Cantone di Versailles-2 è una divisione amministrativa dell'Arrondissement di Versailles.
È stato istituito a seguito della riforma dei cantoni del 2014, che è entrata in vigore con le elezioni dipartimentali del 2015.

## Composizione
Comprende parte del comune di Versailles e i comuni di:
- Buc
- Jouy-en-Josas
- Les Loges-en-Josas
- Vélizy-Villacoublay
- Viroflay